# 즈볼렌군

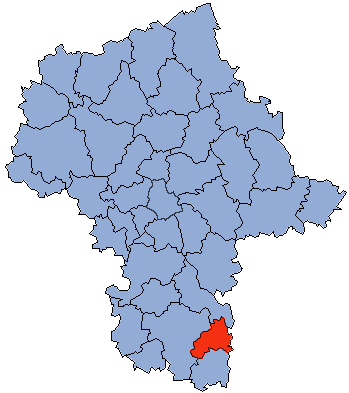
마조프셰주 지도에 표시된 즈볼렌군의 위치

즈볼렌군(폴란드어: powiat zwoleński)은 폴란드 마조프셰주에 위치한 군으로 군청 소재지는 즈볼렌이며 면적은 571.24km2, 인구는 36,222명(2019년 기준), 인구 밀도는 63명/km2이다.
북쪽으로는 코지에니체군, 동쪽으로는 루블린주 푸와비군, 남동쪽으로는 루블린주 오폴레군, 남쪽으로는 립스코군, 서쪽으로는 라돔군과 접한다. 5개 지방 자치체(1개 도시형 농촌, 4개 농촌)를 관할한다.

군기
군 문장